# Балахна (станция)
Балахна́ — железнодорожная станция Горьковской железной дороги, находящаяся в городе Балахна Нижегородской области.

## История
В 1934 году в городе Балахна была открыта железнодорожная станция в составе железнодорожной линии Горький - Правдинск.  В 1948 году железнодорожная линия была продлена до строящейся Горьковской гидроэлектростанции в Заволжье.
В 1960 году линия была полностью электрифицирована, став первой электрифицированной железнодорожной линией в области. 
В 1988 году был открыт второй путь на участке Починки — Балахна.  До 1998 года существовало однопутное пересечение с узкоколейной железной дорогой.

## Транспортное обслуживание
Ближайшая автобусная остановка "Хлебозавод" располагается в 300 метрах от станции на улице Энгельса. Движение автобусов осуществляется по городским маршрутам №2, 12, 17, 57, а также по пригородному маршруту №203А "Гидроторф - Нижний Новгород".

## Пассажирское движение
Осуществляется движение пригородных электропоездов в сторону Заволжья - до станций Правдинск и 58 км; в сторону Нижнего Новгорода - до Московского вокзала и до станции Варя.